# إدوارد تشارلز هاورد
إدوارد تشارلز هاورد (بالإنجليزية: Edward Charles Howard)‏ ـ (28 مايو 1774 ـ 28 سبتمبر 1816) هو كيميائي بريطاني، وُصف بأنه «أول مهندس كيميائي ذو شأن».

## أبحاثه واكتشافاته
اكتشف هاورد فلمينات الزئبق، وهي مادة متفجرة أولية، وفي سنة 1813 ابتكر طريقة لتكرير السكر بغلي عصارة قصب السكر في وعاء مغلق يسخن بالبخار تحت تأثير فراغ جزئي، وذلك بدلًا من الطريقة السابقة التي كانت تُجرى في غلاية مفتوحة. وقد ثبت أن طريقة هاورد أكثر توفيرًا في الوقود وكذلك في السكر، الذي كان يُفقد بالتحول إلى كراميل، وما زالت هذه الطريقة مستخدمة حتى اليوم.
عُني هاورد أيضًا بدراسة تركيب النيازك، وخاصة ما كان منها مكونًا من "الحديد الطبيعي"، فاكتشف أن كثير من تلك النيازك يتكون من سبيكة من النيكل والحديد لا يوجد مثيل لها على كوكب الأرض، واستنتج بذلك أنها ربما تكون قد سقطت من السماء. وقد سُمي نوع من تلك النيازك الساقطة بالهوارديت نسبة إليه.

## الجوائز والتكريم
في يناير 1799، انتُخب زميلًا للجمعية الملكية، وفي سنة 1800، مُنح وسام كوبلي تقديرًا لأبحاثه عن الزئبق.